# Свети Николай (Монахити)
„Свети Николай“ (на гръцки: Αγίου Νικολάου) е православен манастир в гревенското село Монахити, Егейска Македония, Гърция.
Манастирът е разположен в местността Махала, на няколко километра западно от Монахити. Изграден е през Възраждането. Католиконът му е каменен с открит трем от юг. Манастирът празнува на Кръстовден, 14 септември.